# Görel
Görel är ett äldre nordiskt kvinnonamn. Namnet har bildats av de fornisländska orden för spjut (geirr) och strid (hildr) Det är en yngre form av det danska namnet Görvel som i sin tur härstammar från namnet Gerwer sammansatt av orden ger (spjut) och wer (värjande).
Görel har sedan mitten av 1500-talet främst använts inom några adelssläkter och hade in på 1900-talet kvar lite av en adlig prägel. Namnet har dock aldrig blivit direkt vanligt. Bland de yngsta är namnet extremt ovanligt.[källa behövs]
Görild är en sidoform till Görel. Det äldsta belägget i Sverige är från år 1889.
Den 31 december 2018 fanns det totalt 1 377 kvinnor folkbokförda i Sverige med namnet Görel, varav 850 bar det som tilltalsnamn. Motsvarande siffror för Görild var 22 respektive 11, och antalet bärare sjunker.
Namnsdag: 19 juni, tillsammans med Germund. (1986-1992: 3 maj, 1993-2000: 17 mars)

## Personer med namnet Görel

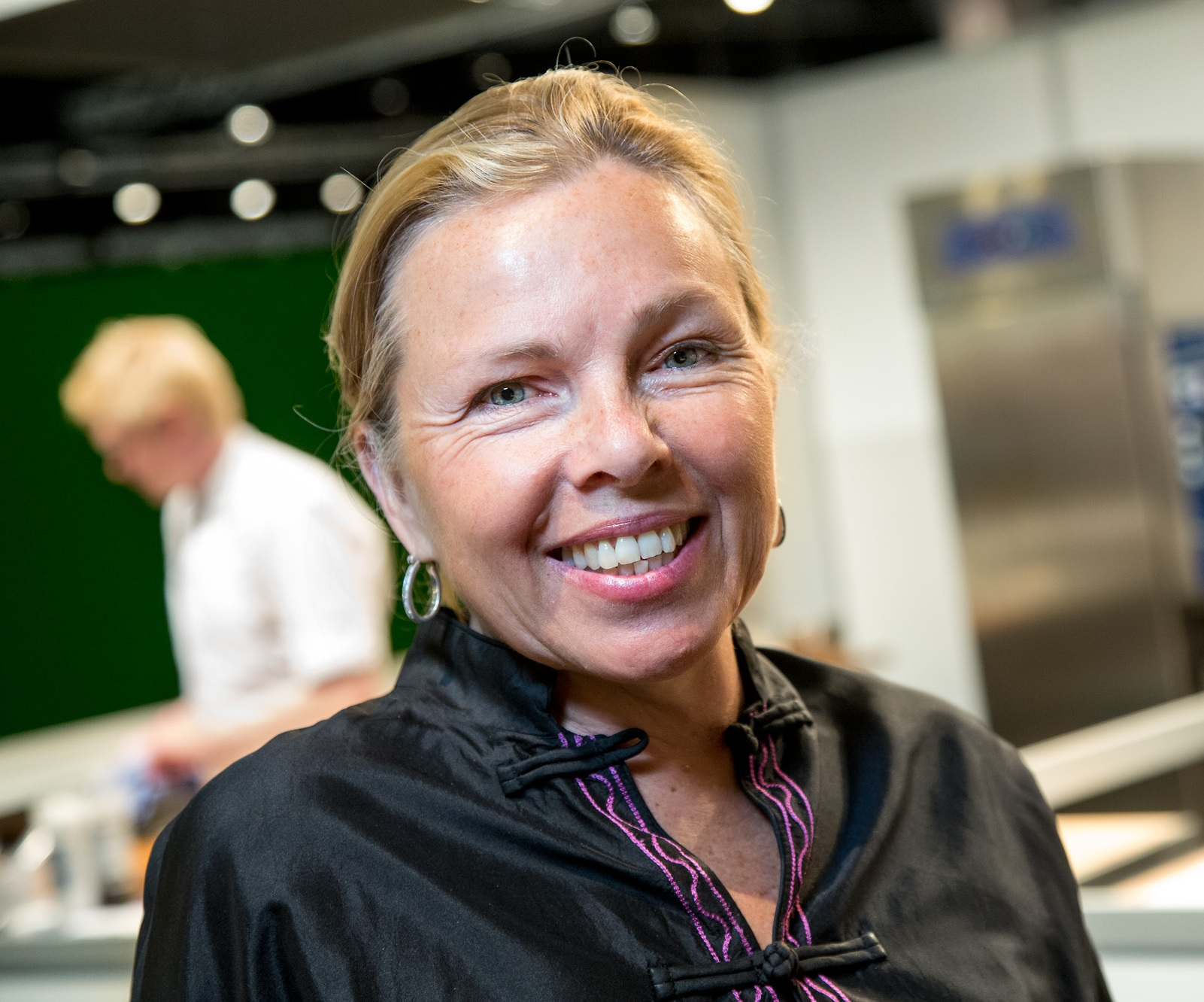
Görel Crona

- Görel Bohlin, svensk politiker (m), f.d. landshövding
- Görel Cavalli-Björkman, svensk konsthistoriker
- Görel Crona, svensk skådespelare
- Görel Hallström, svensk regissör
- Görel Kristina Näslund, svensk psykolog, journalist och författare
- Görel Partapouli, svensk längdskidåkerska
- Görel Thurdin, svensk politiker och f.d. statsråd (c)